# Préludes flasques (pour un chien)
Préludes flasques (pour un chien) est un recueil de quatre pièces pour piano seul d'Erik Satie, composé en 1912. 

## Présentation
Inaugurant le catalogue dit « humoristique » du compositeur, les Préludes flasques (pour un chien) sont écrits en juillet 1912, peu après la parution d'un autre recueil de préludes pour piano, autrement célèbre, en l'occurrence le premier livre de Claude Debussy.
La partition est à l'époque refusée par Eugène Demets et devra attendre 1967 avant d'être publiée, par l'éditeur Max Eschig.
Comme le mentionne la musicologue Adélaïde de Place, l'auteur et musicien Vincent Lajoinie voit dans cette œuvre « comme une sorte d'autobiographie triste du compositeur s'identifiant à un chien »,.

## Structure
Le cahier, d'une durée d'exécution de trois minutes trente environ, comprend quatre mouvements :
1. Voix d'intérieur — Sérieusement, mais sans larmes, à
2. Idylle cynique — Très affectueux, à quatre temps (noté )
3. Chanson canine — Calme, sans lenteur, à
4. Avec camaraderie — à

## Analyse
Guy Sacre note d'emblée « quelle belle et sensible musique que celle de ces quatre Préludes, simples sans être indigents ! ».
Dans la première pièce, Voix d'intérieur, de tout juste treize mesures, oscillant entre mi bémol majeur et ut mineur, deux voix graves sonnent comme un choral. La deuxième pièce, l'Idylle cynique, à l'allure d'invention à deux voix, est de couleur modale et dépouillée : « le chant progresse (très affectueux) de part et d'autre d'une monotone ondulation de croches. »
La Chanson canine qui suit, en si bémol majeur, ressemble à une pièce imitative. Enfin, Avec camaraderie clôt le recueil sur une courte forme sonate, et suggère, « après la solitude et l'enfermement, la connivence retrouvée », baignant dans une atmosphère de jeux de plein air annonciatrice des Six et de l'École d'Arcueil.

## Discographie
- Tout Satie ! Erik Satie Complete Edition[5], CD 4, Aldo Ciccolini (piano), Erato 0825646047963, 2015.
- Erik Satie Piano Music, Håkon Austbø (piano), Brilliant Classics 99384, 1999.

### Ouvrages généraux
- Guy Sacre, La musique pour piano : dictionnaire des compositeurs et des œuvres, vol. II (J-Z), Paris, Robert Laffont, coll. « Bouquins », 1998, 2998 p. (ISBN 978-2-221-08566-0), p. 2387-2388.
- Adélaïde de Place, « Erik Satie », dans François-René Tranchefort (dir.), Guide de la musique de piano et de clavecin, Paris, Fayard, coll. « Les Indispensables de la musique », 1987, 867 p. (ISBN 978-2-213-01639-9, OCLC 17967083), p. 632.

### Monographie
- Vincent Lajoinie, Erik Satie, Lausanne, Éditions L'Âge d'Homme, 1985 (ISBN 978-2-8251-3228-9)